# Herbert Weiß (Segelflieger)
Herbert Weiß (* 18. Dezember 1948 in Künzelsau; † 21. Dezember 2007 in Neuseeland) war ein deutscher Segelflieger und bis zu seinem Tode Mitglied der deutschen Nationalmannschaft.
Der deutsche Vizemeister des Jahres 2007 in der Standard-Klasse verunglückte beim Segelflug Grand Prix 2007 in Neuseeland tödlich.